# آدیتیا دار
آدیتیا دار (انگلیسی: Aditya Dhar؛ زادهٔ ۱۲ مارس ۱۹۸۳) کارگردان فیلم اهل هند است.
وی برنده جایزه ملی فیلم بهترین کارگردانی شده‌است.